# 슈아절주
슈아절주(Choiseul Province)는 솔로몬 제도 북서부에 위치한 주로, 슈아절섬을 포함한다. 주도는 타로 제도이며 면적은 3,837km2, 인구는 20,008명(1999년 기준)이다.